# Johannesburg Art Gallery

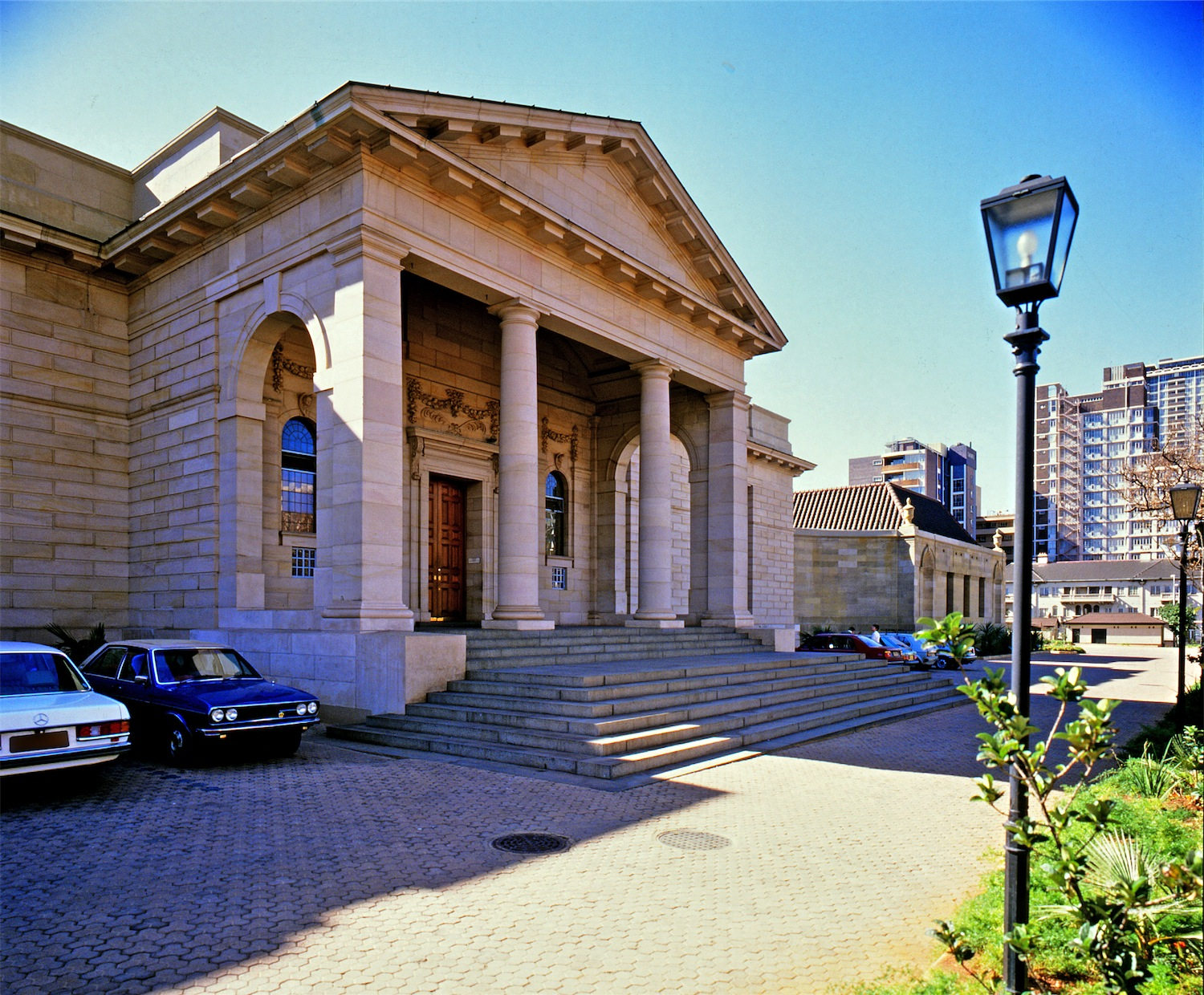
Eingang des Gebäudes

Die Johannesburg Art Gallery ist ein im südafrikanischen Johannesburg gelegenes Kunstmuseum. Es befindet sich am Südrand des Joubert Park im Stadtzentrum, der Stadtregion F.

## Geschichte
Die ursprüngliche Sammlung des Museums aus dem Besitz von Sir Hugh Lane wurde 1910 in London gezeigt, bevor sie nach Südafrika verschifft wurde. Die Ehefrau des Minenbesitzers Lionel Phillips, Lady Florence Phillips, trug mit Mitteln ihres Mannes zu einer Erweiterung der Sammlungsbestände bei und stiftete ihre eigene Sammlung von Spitze. Ferner konnte sie ihren Mann überreden, sieben Ölgemälde und eine Skulptur von Auguste Rodin der Galerie zu schenken. 
Lady Phillips konnte die Stadt Johannesburg verpflichten, die Kosten für den Bau der Galerie bereitzustellen. Die Pläne für das Gebäude erstellte Sir Edwin Lutyens, ein Teil der Baukosten wurde von dem jüdischen, aus Hamburg stammenden Finanzier Otto Beit getragen. Der Neubau wurde 1915, wegen des Ersten Weltkriegs ohne Zeremonien, eingeweiht.

## Gebäude
Das Galeriegebäude wurde nicht exakt nach den Plänen Lutyens gebaut. Der Haupteingang ist nach Süden ausgerichtet, also von der Sonne abgewandt. An das Hauptgebäude wurde in den 1940er Jahren jeweils ein östlicher und ein westlicher Flügel angebaut. Die Nordfassade und die dortigen Ausstellungsräume wurden in den Jahren 1986 und 1987 errichtet, sodass heute insgesamt 15 Ausstellungsräume zur Verfügung stehen. Im Außenbereich befindet sich ein Skulpturengarten, der in den letzten zwei Jahrzehnten mehrmals Opfer von Beschädigungen und Diebstählen wurde.

## Museumsbestände
Die Galerie besitzt Gemälde der Niederländer des 17. Jahrhunderts sowie Kunstwerke aus dem Vereinigten Königreich Großbritannien und Irland und dem Europa des 19. und 20. Jahrhunderts. Südafrikanische und internationale Künstler der letzten 100 Jahre sind vertreten und es besteht ein Kabinett mit Drucken aus der Zeit seit dem 15. Jahrhundert. Werke aus der südafrikanischen und afrikanischen Kunstszene des 21. Jahrhunderts werden gezeigt, ständig wechselnde, zeitlich begrenzte Ausstellungen moderner Kunst gehören zum Programm der Galerie.

## Ausstellungen
- 2014/2015: William Kentridge. The Refusal of Time.

## Joubert Park Project
Die Galerie ist einer der Partner des Joubert Park Project, in dem versucht wird, die Einwohner des Innenstadtbereichs durch Veranstaltungen verschiedener Art mit Künstlern, Architekten, Filmemachern etc. in Verbindung zu bringen.